# Hisako Mori
Hisako Mori (jap. 森 久子, Mori Hisako; * 4. Mai 1964 in der Präfektur Kanagawa) ist eine ehemalige japanische Badmintonspielerin.

## Karriere
Hisako Mori nahm 1992 im Damendoppel an Olympia teil. Sie verlor dabei in Runde zwei und wurde somit 9. in der Endabrechnung. Die japanischen Einzelmeisterschaften hatte sie bereits 1988 erstmals im Damendoppel mit Kimiko Jinnai gewonnen. 1989 und 1990 wiederholten sie diesen Triumph. 1991 gewannen beide die Chinese Taipei Open und wurden Zweite bei den All England.

## Sportliche Erfolge
| Saison | Veranstaltung                | Disziplin   | Platz | Partnerin     |
| ------ | ---------------------------- | ----------- | ----- | ------------- |
| 1988   | Japan: Einzelmeisterschaften | Damendoppel | 1     | Kimiko Jinnai |
| 1989   | Japan: Einzelmeisterschaften | Damendoppel | 1     | Kimiko Jinnai |
| 1990   | Japan: Einzelmeisterschaften | Damendoppel | 1     | Kimiko Jinnai |
| 1991   | All England                  | Damendoppel | 2     | Kimiko Jinnai |
| 1991   | Chinese Taipei Open          | Damendoppel | 1     | Kimiko Jinnai |
| 1992   | Olympia                      | Damendoppel | 9     | Kimiko Jinnai |